# エレーナ・ペトロワ
エレーナ・ペトロワ（Elena Petrova 1966年10月13日-) は、旧ソ連のレニングラード出身の柔道選手。現役時代は61kg級の選手。

## 人物
1989年の世界選手権61kg級では無名の選手ながら決勝まで進み、フランスのカトリーヌ・フローリと対戦して判定で敗れたものの2位となり、ソ連の女子選手として世界大会で初めてのメダルを獲得することになった。1990年にはグッドウィルゲームズで優勝を飾った。1992年バルセロナオリンピックにはEUN代表で出場して銅メダルを獲得した。その後はロシア代表として国際大会で活躍することとなったが、1996年アトランタオリンピックには国内予選でタチアナ・ボゴミャコワに敗れて出場できなかった。

## 主な戦績
- 1989年 - オーストリア国際　3位
- 1989年 - 世界選手権　2位
- 1990年 - グッドウィルゲームズ　優勝
- 1992年 - ヨーロッパ選手権　3位
- 1992年 - バルセロナオリンピック　3位
- 1994年 - グッドウィルゲームズ　3位
- 1997年 - ハンガリー国際　2位
- 1998年 - ロシア国際　優勝
- 1999年 - オランダ国際　2位